# 基普季夫卡
49°14′35″N 36°10′49″E / 49.24306°N 36.18028°E
基普季夫卡（烏克蘭語：Кіптівка）是位於烏克蘭東部的村莊，由哈爾科夫州洛佐瓦區的比利亞伊夫卡市鎮負責管轄。該村始建於1850年，面積0.58平方公里，海拔高度164米，2001年人口58，人口密度每平方公里100.5人。